# Xysticus hotingchiehi
Xysticus hotingchiehi är en spindelart som beskrevs av Schenkel 1963. Xysticus hotingchiehi ingår i släktet Xysticus och familjen krabbspindlar. Inga underarter finns listade i Catalogue of Life.